# Gourma
O Gourma é uma província de Burkina Faso localizada na região Este. Sua capital é a cidade de Fada N'Gourma.

## Departamentos

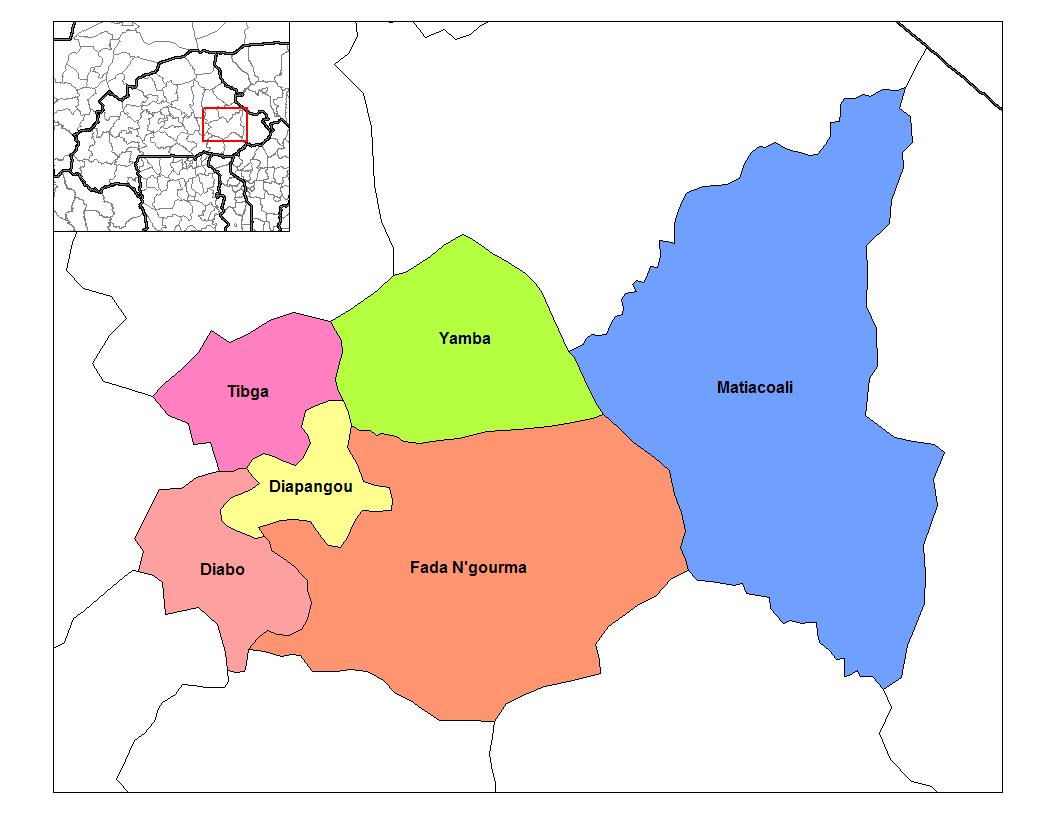
Localização dos diversos departamentos da província do Gourma, Burkina Faso

A província do Gourma está dividida em seis departamentos:
- Diabo
- Diapangou
- Fada N′Gourma
- Matiacoali
- Tibga
- Yamba